# Thrichomys laurentius
Thrichomys laurentius, também chamado de punaré-de-São-Lourenço, é um roedor caviomorfo sul-americano do genero Thrichomys (punarés). Foi anteriormente considerado uma subespécie de T apereoides. É encontrado na ecorregião norte da Caatinga do nordeste do Brasil, uma região de floresta tropical seca e matagal, em altitudes de 15 a 800 m. Pouco se sabe sobre suas tendências e ameaças populacionais.